# Прем'єр-ліга (Шотландія)
Шотландська Прем'єр-ліга (ШПЛ) — колишня вища професійна футбольна ліга Шотландії. Була заснована у 1998 році, коли відкололася від Шотландської футбольної ліги, за аналогією з Англійською Прем'єр-лігою. За роки існування в ШПЛ виступило 19 клубів, і лише двом вдавалось стати чемпіонами: «Селтік» (8 разів) та «Рейнджерс» (7 разів). Починаючи з сезону 2013-14 вищий футбольний дивізіон Шотландії називається Прем'єршип.

## Історія

### Передумови виникнення
Найдовший період свого існування Шотландська футбольна ліга поділялася на два дивізіони — Перший дивізіон та Другий дивізіон, а клуби переходили з одного дивізіону в інший по закінченні кожного сезону. Однак, в середині 1970-х років така організація перестала задовільняти потреби шотландського футболу і було вирішено розширити структуру дивізіонів до трьох: Прем'єр-дивізіон (колишній Перший дивізіон), Перший Дивізіон (колишній Другий дивізіон) та новостворений Другий дивізіон. Ця система почала діяти в сезоні 1975-76 і проіснувала до сезону 1994-95, коли була впроваджена чотирирівнева структура. Нововведенням стало створення Третього дивізіону та обмеження кількості команд в кожному з дивізіонів до 10.

### Створення ліги
8 вересня 1997 року клубами Прем'єр-дивізіону було прийнято рішення відділитися від Шотландської футбольної ліги і створити  Шотландську Прем'єр-лігу, на кшталт англійської прем'єр-ліги, утвореної в 1992 році. Це рішення було продиктоване прагненням топ-клубів Шотландії отримати більше доходів від ігор в чемпіонаті. Після того як ШПЛ була сформована, її клуби перестали ділитися з ШФЛ доходами від виступів в Прем'єр-лізі.

### Злиття з ШФЛ
Незважаючи на зміни умов членства клубів, що не мають зовнішніх фінансових надходжень, клуби нижчих дивізіонів ШФЛ майже не мали прибутків. В свою чергу клуби Першого дивізіону ШФЛ намагалися перерозподілити прибутки від трансляцій з Прем'єр-лігою. Крім того Шотландська футбольна асоціація завжди була зацікавлена у створенні пірамідальної системи дивізіонів. На фоні цього в 2013 році представники ШФЛ та ШПЛ проголосували за злиття цих двох організацій та утворення Шотландської професійної футбольної ліги. При цьому кількість дивізіонів та клубів в них не змінилася. Змін зазнала модель розподілу фінансів за клубами. Починаючи з сезону 2013-14 вищий футбольний дивізіон Шотландії називається Прем'єршип.

## Формат змагання
Команди отримували 3 очки за перемогу і 1 очко за нічию. В разі поразки бали не нараховувались. У випадку, коли декілька команд набирали однакову кількість очок враховувалася спочатку різниця забитих і пропущених м'ячів, а потім кількість забитих м'ячів. В кінці кожного сезону клуб з найбільшою кількістю очок оголошувався чемпіоном Шотландії. Якщо кількість набраних очок у кількох команд була рівною, то різниця м'ячів, а потім (при однаковій різниці) кількість забитич м'ячів визначали переможця.

## Переможці, призери та найкращі бомбардири
Основна стаття: Список чемпіонів Шотландії з футболу
| Рік       | Чемпіон   | 2-е місце         | 3-є місце         | Найкращий бомбардир                 |
| --------- | --------- | ----------------- | ----------------- | ----------------------------------- |
| 1998-1999 | Рейнджерс | Селтік            | Сент-Джонстон     | Генрік Ларссон (Селтік), 29 голів   |
| 1999-2000 | Рейнджерс | Селтік            | Гарт оф Мідлотіан | Марк Відука (Селтік), 27 голів      |
| 2000-2001 | Селтік    | Рейнджерс         | Гіберніан         | Генрік Ларссон (Селтік), 35 голів   |
| 2001-2002 | Селтік    | Рейнджерс         | Лівінгстон        | Генрік Ларссон (Селтік), 29 голів   |
| 2002-2003 | Рейнджерс | Селтік            | Гарт оф Мідлотіан | Генрік Ларссон (Селтік), 28 голів   |
| 2003-2004 | Селтік    | Рейнджерс         | Гарт оф Мідлотіан | Генрік Ларссон (Селтік), 30 голів   |
| 2004-2005 | Рейнджерс | Селтік            | Гіберніан         | Джон Гартсон (Селтік), 23 гола      |
| 2005-2006 | Селтік    | Гарт оф Мідлотіан | Рейнджерс         | Кріс Бойд (Рейнджерс), 32 гола      |
| 2006-2007 | Селтік    | Рейнджерс         | Абердин           | Кріс Бойд (Рейнджерс), 20 голів     |
| 2007-2008 | Селтік    | Рейнджерс         | Мотервелл         | Скотт МакДональд (Селтік), 25 голів |
| 2008-2009 | Рейнджерс | Селтік            | Гарт оф Мідлотіан | Кріс Бойд (Рейнджерс), 27 голів     |
| 2009-2010 | Рейнджерс | Селтік            | Данді Юнайтед     | Кріс Бойд (Рейнджерс), 23 гола      |
| 2010-2011 | Рейнджерс | Селтік            | Гарт оф Мідлотіан | Кенні Міллер (Рейнджерс), 21 гол    |
| 2011-2012 | Селтік    | Рейнджерс         | Мотервелл         | Гері Гупер (Селтік), 24 гола        |
| 2012-2013 | Селтік    | Мотервелл         | Сент-Джонстон     | Майкл Гігдон (Мотервелл), 26 голів  |

## Стадіони

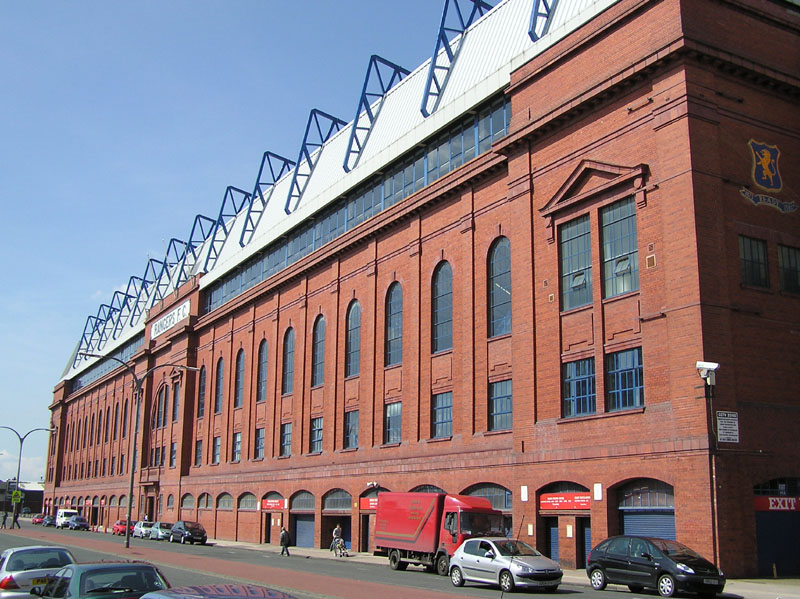
Айброкс Стедіум — єдиний стадіон ШПЛ, який відповідає критеріям УЄФА.

| Стадіон              | Місткість | Клуб                   | Примітки |
| -------------------- | --------- | ---------------------- | --- |
| Селтік Парк          | 60,832    | «Селтік»               | Селтік Парк є найбільшим стадіоном в Шотландії.                                                                                              |
| Айброкс Стедіум      | 51,444    | «Рейнджерс»            | Айброкс Стедіум один із двох стадіонів в Шотландії, що відповідають критеріям УЄФА (інший Гемпден-Парк).                                     |
| Піттодрі Стедіум     | 22,199    | «Абердин»              | Піттодрі був першим стадіоном у Великій Британії, на якому засіяли газон та встановили сидіння.                                              |
| Регбі Парк           | 18,128    | «Кілмарнок»            | |
| Істер Роуд           | 17,500    | «Гіберніан»            | У 2010 р. планується розширити місткість стадіону до 20,800 тис.                                                                             |
| Тайнкасл Стедіум     | 17,420    | «Гартс»                | Гартс провели декілька єврокубкових матчів на Мюррейфілд Стедіум. В листопаді 2010 р. планується розширити місткість стадіону до 23,000 тис. |
| Теннедайс Парк       | 14,209    | «Данді Юнайтед»        | |
| Фір Парк             | 13,742    | «Мотервелл»            | |
| Нью Сент-Міррен Парк | 8,006     | «Сент-Міррен»          | Сент-Міррен переїхали з колишнього стадіону Сент-Міррен Парк 3 січня 2009 р.                                                                 |
| Каледоніан Стедіум   | 7,5800    | «Інвернесс»            | |
| Фолкерк Стедіум      | 6,935     | «Фолкерк»              | У Фолкерку лише розпочалась будівля нової Південної трибуни.                                                                                 |
| Нью Дуглас Парк      | 6,000     | «Гамільтон Академікал» | Майже завершено будівництво. Тимчасові трибуни відповідають вимогам місткості ШПЛ.                                                           |

## Бомбардири ШПЛ

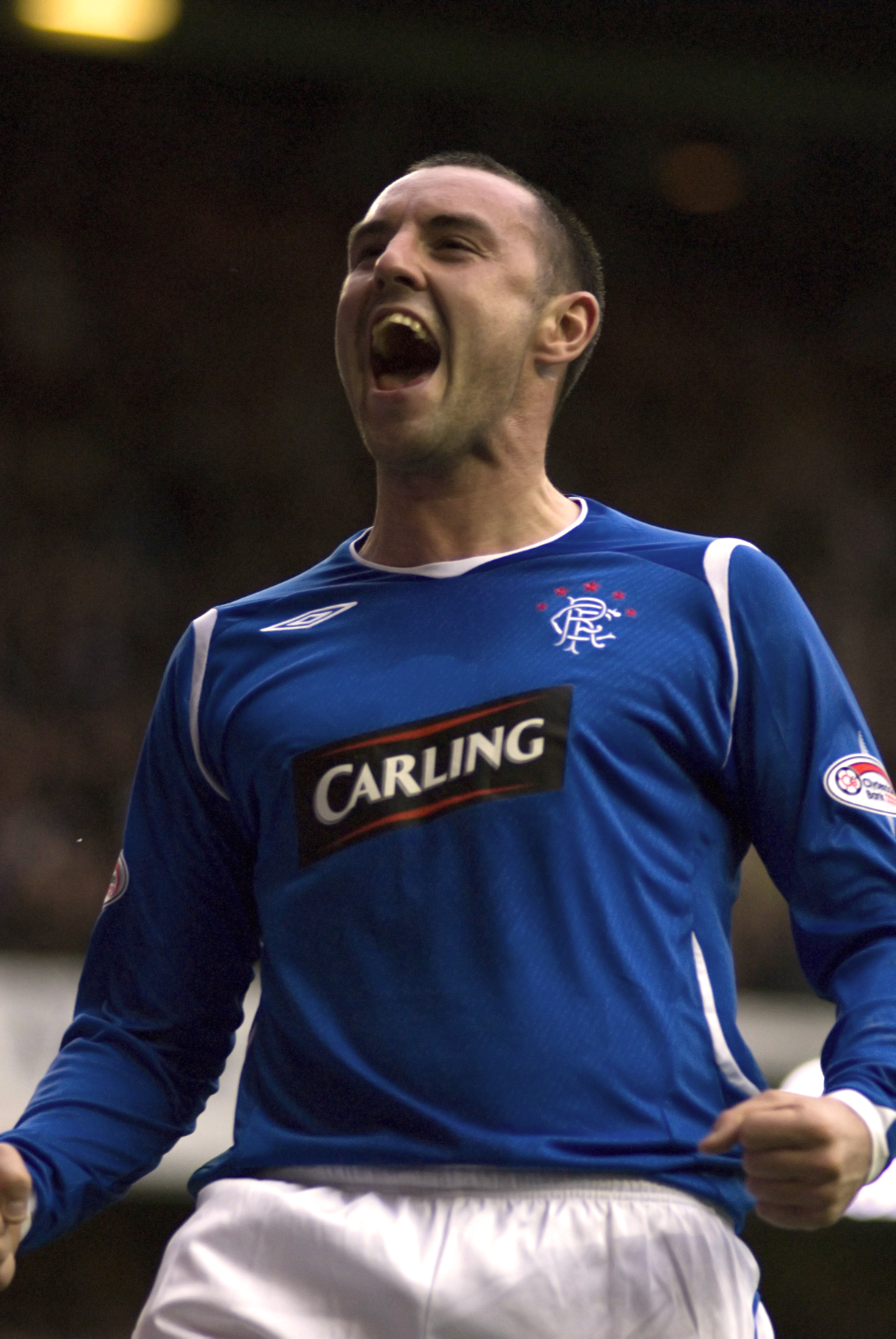
Кріс Бойд — найкращий бомбардир за всю історію ШПЛ.

Десять гравців забили 60 і більше голів в ШПЛ. Нападник «Кілмарнок» Кріс Бойд забив 167 м'ячів та посідає першу сходинку в списку бомбардирів.
- Дані оновлено 19 травня 2013.

| Позиція | Гравець          | Клуб(и)                                                                                              | Голи |
| ------- | ---------------- | --- | ---- |
| 1       | Кріс Бойд        | «Кілмарнок» (2000–2006) «Рейнджерс» (2006–2010) «Кілмарнок» (2013–2014)                              | 167  |
| 2       | Генрік Ларссон   | «Селтік» (1998–2004)                                                                                 | 158  |
| 3       | Дерек Ріордан    | «Гіберніан» (2001–2006) «Селтік» (2006–2008) «Гіберніан» (2008–2011) «Сент-Джонстон» (2012)          | 95   |
| 4       | Скотт МакДональд | «Мотервелл» (2004–2007) «Селтік» (2007–2010)                                                         | 93   |
| 5       | Джон Гартсон     | «Селтік» (2001–2006)                                                                                 | 88   |
| 6       | Кенні Міллер     | «Гіберніан» (1999–2000) «Рейнджерс» (2000–2001) «Селтік» (2006–2007) «Рейнджерс» (2008–2011)         | 75   |
| 7       | Начо Ново        | «Данді» (2002–2004) «Рейнджерс» (2004–2010)                                                          | 73   |
| 7       | Майкл Гігдон     | «Фолкерк» (2007–2009) «Сент-Міррен» (2009–2011) «Мотервелл» (2011–2013)                              | 73   |
| 9       | Ентоні Стоукс    | «Фолкерк» (2006–2007) «Гіберніан» (2009–2010) «Селтік» (2010–2013)                                   | 67   |
| 10      | Колін Ніш        | «Данфермлін Атлетік» (1999–2003) «Кілмарнок» (2003–2008) «Гіберніан» (2008-2011) «Данді» (2012–2013) | 64   |

## Сумарна таблиця виступів
Сумарна таблиця Прем'єр-ліги починаючи з сезону 1998–99 станом на кінець сезону 2012–13
| М  | Клуб                      | Сс | І   | В   | Н   | П   | МЗ   | МП  | РМ   | О    | 1-е | 2-е | 3-є |
| -- | ------------------------- | -- | --- | --- | --- | --- | ---- | --- | ---- | ---- | --- | --- | --- |
| 1  | Селтік                    | 15 | 566 | 412 | 82  | 72  | 1304 | 453 | +851 | 1318 | 8   | 7   |     |
| 2  | Рейнджерс                 | 14 | 528 | 364 | 93  | 71  | 1150 | 418 | +732 | 1175 | 7   | 6   | 1   |
| 3  | Гартс                     | 15 | 566 | 229 | 139 | 198 | 733  | 670 | +63  | 826  |     | 1   | 5   |
| 4  | Мотервелл                 | 15 | 566 | 195 | 132 | 239 | 708  | 839 | −131 | 717  |     | 1   | 2   |
| 5  | Кілмарнок                 | 15 | 566 | 189 | 145 | 232 | 685  | 811 | −126 | 712  |     |     |     |
| 6  | Абердин                   | 15 | 566 | 188 | 143 | 235 | 651  | 785 | −134 | 707  |     |     | 1   |
| 7  | Гіберніан                 | 14 | 530 | 183 | 134 | 213 | 712  | 761 | −49  | 683  |     |     | 2   |
| 8  | Данді Юнайтед             | 15 | 566 | 173 | 162 | 231 | 674  | 845 | −171 | 681  |     |     | 1   |
| 9  | Інвернесс Каледоніан Тісл | 8  | 304 | 97  | 83  | 124 | 380  | 417 | −37  | 374  |     |     |     |
| 10 | Сент-Джонстон             | 8  | 300 | 90  | 87  | 123 | 307  | 398 | −91  | 357  |     |     | 2   |
| 11 | Данфермлін Атлетік        | 9  | 340 | 83  | 89  | 168 | 335  | 565 | −230 | 338  |     |     |     |
| 12 | Данді                     | 8  | 300 | 87  | 70  | 143 | 336  | 478 | −142 | 331  |     |     |     |
| 13 | Сент-Міррен               | 8  | 304 | 68  | 91  | 145 | 277  | 446 | −169 | 295  |     |     |     |
| 14 | Фолкерк                   | 5  | 190 | 51  | 48  | 91  | 197  | 277 | −80  | 201  |     |     |     |
| 15 | Лівінгстон                | 5  | 190 | 48  | 45  | 97  | 205  | 306 | −101 | 189  |     |     | 1   |
| 16 | Гамільтон Академікал      | 3  | 114 | 30  | 26  | 58  | 93   | 158 | −65  | 116  |     |     |     |
| 17 | Партік Тісл               | 2  | 76  | 14  | 19  | 43  | 76   | 125 | −49  | 61   |     |     |     |
| 18 | Росс Каунті               | 1  | 38  | 13  | 14  | 11  | 47   | 48  | −1   | 53   |     |     |     |
| 19 | Гретна                    | 1  | 38  | 5   | 8   | 25  | 32   | 83  | −51  | 13   |     |     |     |

М = Місце; Сс = Кількість сезонів; І = Ігри; В = Виграші; Н = Нічиї; П = Поразки; МЗ = М'ячі забиті; МП = М'ячі пропущені; РМ = Різниця м'ячів; О = Очки